# Life to come
Life to come is een studioalbum van Redshift. Die band had sinds 2008 niets nieuws meer uitgebracht, er verschenen alleen livealbums en de vraag was of het ensemble nog wel bestond. Bij de uitgave van Life to come in oktober 2015 bleek dat niet meer het geval. Alleen Mark Shreeve speelt op dit album en schreef ook alle muziek. De muziek werd daarbij in een korte periode gecomponeerd en op cd gezet, hetgeen de muziek samenhangender heeft gemaakt, aldus Shreeve.  De stijl, onheilspellende elektronische muziek uit de Berlijnse School, is ongewijzigd gebleven. Shreeve maakte frequent gebruik van sequencers

## Muziek
| Nr. | Titel            | Duur  |
| --- | ---------------- | ----- |
| 1.  | Soft summer rain | 10:16 |
| 2.  | Vampyre          | 11:38 |
| 3.  | Mission creep    | 8:47  |
| 4.  | Bloom            | 5:31  |
| 5.  | Slam             | 12:58 |
| 6.  | Circling above   | 8:25  |
| 7.  | Life to come     | 6:12  |